# Johann Valentin Furtmüller
Johann Valentin Furtmüller (* 1497 in Waldshut; † 30. Oktober 1566 in St. Gallen) war ein Tischler und reformierter Theologe.

## Leben
Johann Valentin Furtmüller wurde 1497 in Waldshut am Hochrhein geboren und erhielt dort eine Ausbildung zum Tischler. Nach einem Theologiestudium in Tübingen (belegt 1513–1514, wobei der Matrikeleintrag der Universität Tübingen 1513 einen Hainrich Fortmüller aus Waldshut nennt) erhielt er 1524 eine erste Anstellung in Diessenhofen, die er bald wieder wegen „ketzerischer und lutherischer Predigten“ verlor. Es  folgte ein kurzer Aufenthalt in seiner Heimatstadt Waldshut, in der sich 1524 und 1525 eine Täufergemeinde gebildet hatte. Nach einer alten Quelle versah Furtmüller das Amt eines Pfarrers unter Balthasar Hubmaier: Valen(tin) Fortmüller pastor fuit doct(oris) Balthasari Fridbergers z’Walzhuott. Inwieweit Furtmüller dem Täufertum nahekam bleibt offen. 1525 ging Furtmüller an das Fraumünster in Zürich, wo er neben seiner Funktion als erster belegbarer reformierter Diakon und wohl auch in seinem Lernberuf als Tischler tätig war. Eine auf Bitte des Ammann Hans Vogler erhaltene Stelle als Pfarrer in Altstätten verlor Furtmüller 1531. Auch in Rorschach konnte sich Furtmüller nur zwei Jahre im Amt halten. Furtmüller ging ungern Kompromisse ein. 1530 verweigerte er auf einer in St. Gallen unter der Leitung Ulrich Zwinglis stattfindenden Synode den Gehorsamseid. Die Auffassung Eide abzulehnen findet sich auch bei den Täufern. Nach Vadian war Furtmüller zwar ein tüchtiger Prediger, aber hitzig und etwas „töufferisch“. Ab 1534 betrieb er in St. Gallen eine Tischlerwerkstatt, bis er ab 1541 zum Seelsorger der Pestkranken berufen wurde. 1542 wurde er mit Johannes Kessler, dem Verfasser der Sabbata-Chronik und von Beruf aus Sattler, Pfarrer an St. Laurenz. Furtmüller genoss das Vertrauen seiner Amtsbrüder und war Sprecher der Prädikanten. Furtmüller gilt als Verfasser eines in St. Gallen im Druck erschienenen Osterliedes, das ihm aufgrund der darunter stehenden Initialen IVF zugeschrieben wird. Furtmüller korrespondierte mit Heinrich Bullinger und Joachim von Watt (Vadian). Furtmüller vertrat Vadian gegenüber als Sprecher der Prädikanten entschieden die Forderung, von Seiten St. Gallens Frankreich in einer Solddienstallianz solange nicht mit Reisläufern zu unterstützen, wie Frankreich Protestanten verfolge.
1566 verstarb Furtmüller in St. Gallen. Ein postumes Portrait Furtmüllers in Öl ist in der Stadtbibliothek St. Gallen (Vadiana) erhalten.

## Bedeutung
Furtmüller hinterließ ausser den Resten des erhaltenen Briefwechsels und des Osterliedes kein eigenständiges theologisches Werk. Furtmüller war mit Sicherheit die Hauptquelle für Johannes Kesslers Ausführungen in der Sabbata zu den Ereignissen in der Täufergemeinde Waldshut.

## Werk
- Ein Gsang von der Uferstehung Christi von den Todten, Altherrsches Gebetbuch, 1606.[10]